# روضة الانوار عباسی

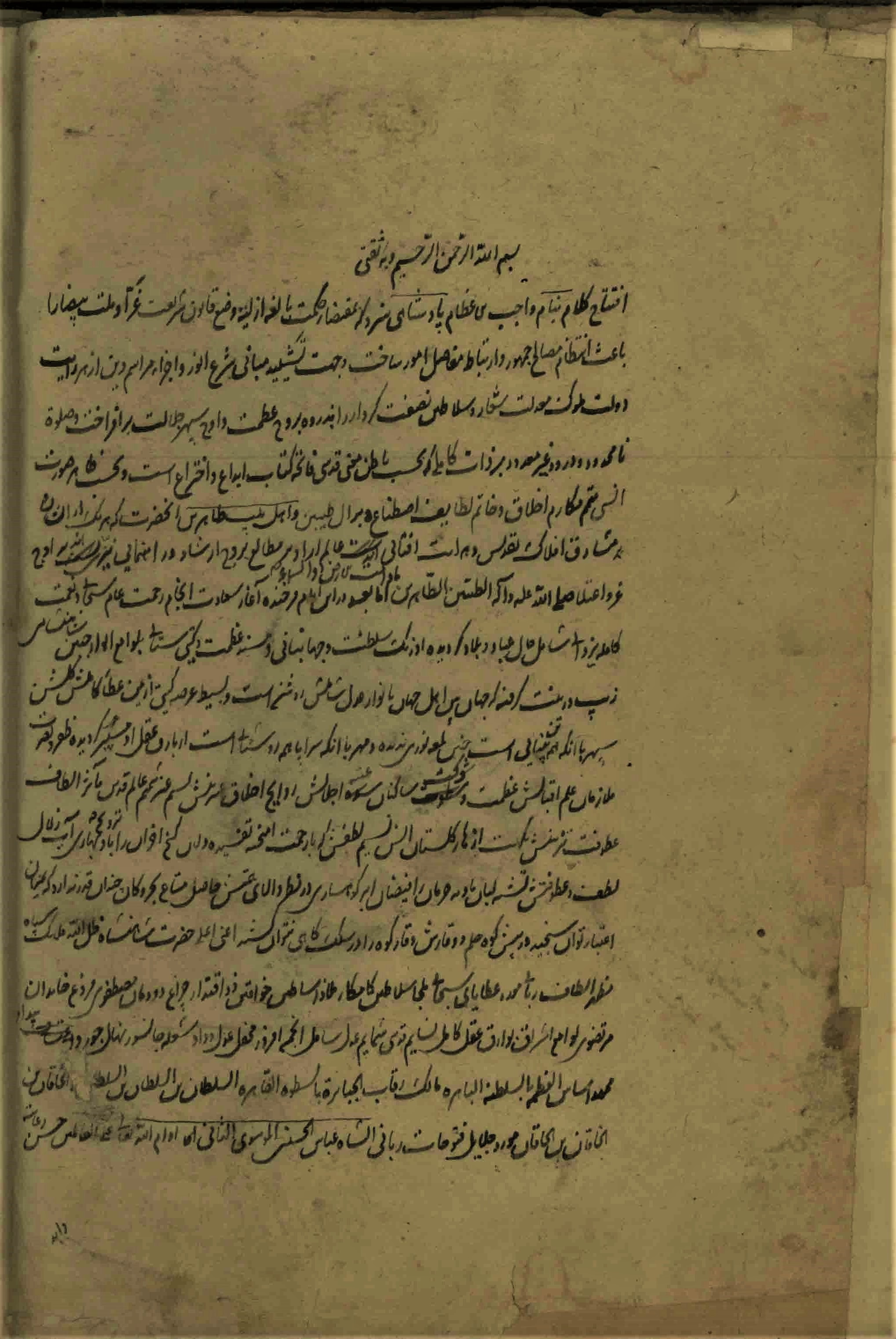
تصویر صفحه اول نسخه اصل روضة الانوار عباسی

روضة الانوار عباسی کتابی است در مورد اخلاق و شیوه کشورداری که توسط محمد باقر سبزواری، معروف به محقق سبزواری (۹۸۷–۱۰۵۸ ش) (۱۰۱۷–۱۰۹۰ ه‍. ق)  به درخواست شاه عباس دوم در سال ۱۰۴۲ ش (۱۰۷۳ هـ. ق) در یک مقدمه و دو بخش  به زبان فارسی نگاشته شده‌است. 

## ساختار
کتاب در یک مقدمه و در دو بخش تالیف شده است. مقدمه کتاب نیز شامل دو فصل است: در فصل اول ، به ضرورت زندگی سیاسی انسان تأکید شده است و در فصل دوم، به مسائل مربوط به بقای کشور و پادشاهی و یا زوال ان پرداخته است.
در بخش اول کتاب، محقق سبزواری با طرح مباحث ارزشی با استفاده ی مکرر از آیات و روایات، ذکر اصول و فروع دین و تبیین معرفت شناسی، جهان بینی، هستی شناسی و انسان شناسی خویش، زمینه معرفتی محکمی را برای بخش دوم فراهم آورده است. در بخش دوم ، سبزواری سعی کرده تا نظام سیاسی مورد نظر خود را ارائه دهد. در پایان کتاب نیز عهدنامه مالک اشتر را با ترجمه و در موارد اندکی با شرح مختصری اضافه کرده است

## چاپهای کتاب

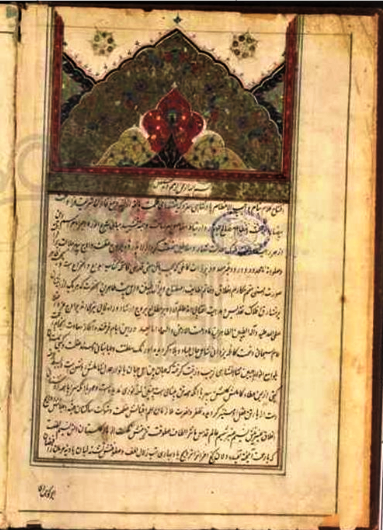
روضةالانوار عباسی، تاریخ کتابت: ۱۲۷۳ ه‍.ش (۱۳۱۲ ه‍.ق)

- روضه‌ الانوار و عهدنامه امام علی (ع)، محمدباقر محقق‌سبزواری، هفت اختر اندیشه، ۱۳۹۳
- روضه الانوار به انضمام ترجمه عهدنامه امام علی (ع) به مالک اشتر (مقدمه)، توانایی، احمد، نشر دینا، ۱۳۹۲
- روضة الانوار عباسی (تصحیح و تحقیق)، چنگیزی اردهایی، اسماعیل، مرکز پژوهشی میراث مکتوب، ۱۳۸۳و ۱۳۸۴ (چاپ دوم)
- روضة الانوار عباسی مبانی اندیشه سیاسی و آیین مملکتداری (تصحیح و تحقیق)، لک‌زایی، نجف، بوستان کتاب، پژوهشگاه علوم و فرهنگ اسلامی قم، ۱۳۸۱